# Louis-Charles d'Albert de Luynes
Pour les articles homonymes, voir d'Albert.
Louis-Charles d'Albert de Luynes, deuxième duc de Luynes et pair de France, est un traducteur et moraliste français, né le 25 décembre 1620 au Louvre et mort le 10 octobre 1690 à Paris. Il est le premier traducteur en français de l'œuvre en latin de René Descartes.

## Biographie
Fils de Charles d'Albert, duc de Luynes, favori de Louis XIII, et de Marie de Rohan-Montbazon (fille d'Hercule), Louis-Charles d'Albert de Luynes fut reçu au Parlement en qualité de pair de France le 24 novembre 1639, pourvu le 6 janvier 1643 de la charge de grand fauconnier et reçu chevalier des ordres du roi le 31 décembre 1661. Il vécut longtemps en intimité avec les Solitaires de Port-Royal, faisant construire un château à Vaumurier, à proximité immédiate de l'abbaye de Port-Royal-des-Champs, y recevant Blaise Pascal et le jeune Jean Racine, participant à nombre des travaux intellectuels des savants "Messieurs de Port-Royal", dont la traduction du Nouveau Testament.
Il traduit également en français les Méditations métaphysiques de Descartes (1647) et écrivit plusieurs ouvrages de morale et de piété.
« Mestre de camp », il se distingua à la tête de son régiment attaqué par les Espagnols devant Arras le 2 août 1640 ainsi qu'en plusieurs autres occasions. Après son décès, son corps fut transporté et inhumé dans l'église de l'hôpital de Luynes qu'il avait fondé.

## Mariage et descendance
Il fut marié trois fois. Une première fois, le 23 septembre 1641, à Louise Marie Séguier (1624 - 13 septembre 1651), Marquise d'O, petite-cousine du chancelier Pierre Séguier, avec qui il eut 6 enfants :  
- Hercule Louis (1644-1645) ;
- Marie Louise (1645-1728) ;
- Charles-Honoré (1646-1712) ;
- Henriette Thérèse (1647-1699) ;
- Thérèse (1651) ;
- Félix Paul (1651).

Une deuxième fois le 4 septembre 1661, à sa demi-tante Anne de Rohan (1640-1684), demi-sœur de sa mère Marie, avec qui il eut 8 enfants :
- Françoise Paule Charlotte (1662-1670), mariée à Henri-Charles de Beaumanoir-Lavardin ;
- Marie Anne (1663-1679), mariée à Charles III de Rohan-Guéméné ;
- Marie Charlotte Victoire (1667-1701), mariée à Alexandre Albert François Bathélemy 4ème duc et 2ème prince de Bournonville, fils d'Alexandre ;
- Catherine Angélique (1668-1746), mariée à Charles Antoine II Gouffier, marquis de Heilly ;
- Jeanne-Baptiste (1670-1736), comtesse de Verrue, favorite du duc Victor-Amédée II de Savoie : d'où les princes de la maison de Savoie-Carignan ;
- Louis-Joseph, prince de Grimberghen (1672-1758) ;
- Charles-Hercule, duc de Chevreuse (1674-1734) ;
- Jeanne Thérèse (1675-1756), mariée à Louis-Guilhem de Castelnau-Bretenoux.

Enfin, une troisième fois, le 23 juillet 1685, à Marguerite d'Aligre (1641 - Paris, 26 septembre 1722).

## Armoiries
Ses armoiries sont composées de celles des maisons d'Albert et de Rohan (sa mère) : Ecartelé : aux 1 et 4, d'or au lion de gueules (qui est d'Albert) ; aux 2 et 3, de gueules à neuf mâcles d'or (qui est de Rohan),,.

### Sources
- Gustave Vapereau, Dictionnaire universel des littératures, Paris, Hachette, 1876, p. 1285-1286
- Christophe Levantal, Ducs et pairs et duchés-pairies laïques à l'époque moderne : (1519-1790), Paris 1996, p. 736